# Мартинс, Марвин
Ма́рвин Ма́ртинс Са́нтуш да Гра́са (нем. Marvin Martins Santos da Graça; род. 17 февраля 1995, Люксембург) — люксембургский футболист, защитник, игрок сборной Люксембурга.

## Клубная карьера
На взрослом уровне дебютировал в составе клуба «Женесс» 23 февраля 2014 года в матче чемпионата Люксембурга. В клубе провёл пять сезонов, сыграв в 79 матчах.
Летом 2018 года перешёл другой клуб лиги «Прогрес» из, за который отыграл 24 матча и забил 3 мяча.
В феврале 2018 года подписал контракт с клубом чемпионата Швейцарии «Грассхоппер». За основную команду клуба так и не сыграл, все матчи провёл за фарм-клуб.
В июле 2019 года вместе со своим соотечественником Тимом Холлом переходит в украинский клуб «Карпаты» из Львова, став первым люксембургский футболистом в истории украинского футбола.
4 января 2025 года перешёл в нидерландский «Алмере Сити», подписав контракт до конца сезона.

## Карьера в сборной
4 июня 2014 года дебютировал за сборную Люксембурга, выйдя на замену в конце товарищеского матча против сборной Латвии.
| № | Дата            | Оппонент   | Счёт | Голы | Передачи | Карточки | Минуты | Соревнование             |
| - | --------------- | ---------- | ---- | ---- | -------- | -------- | ------ | ------------------------ |
| 1 | 4 июня 2014     | Италия     | 1:1  | —    | —        | —        | 12'    | Товарищеский матч        |
| 2 | 31 августа 2017 | Беларусь   | 1:0  | —    | —        | —        | 79'    | Отбор ЧМ-2018 (группа А) |
| 3 | 10 октября 2017 | Болгария   | 1:1  | —    | —        | —        | 9 '    | Отбор ЧМ-2018 (группа А) |
| 4 | 9 ноября 2017   | Венгрия    | 2:1  | 85′  | —        | 85'      | 90'    | Товарищеский матч        |
| 5 | 2 июня 2019     | Мадагаскар | 3:3  | —    | —        | —        | 6'     | Товарищеский матч        |
| 6 | 10 июня 2019    | Украина    | 0:1  | —    | —        | —        | 90'    | Отбор ЧЕ-2020 (группа В) |

Итого: сыграно матчей: 6 / забито мячей 1; победы: 2, ничьи: 3, поражения: 1.